# 亚伯拉罕湖
亚伯拉罕湖（英語：Abraham Lake）是加拿大阿尔伯塔省内最大的一个人工湖，坐落在西部北萨斯喀彻温河上。亚伯拉罕湖的面积约为 53.7 平方公里（20.7平方英里），其纵长约为 32公里（20英里）。亚伯拉罕湖虽然是个人工湖，但是它还是保留着落基山脉其它河流一样的蓝蓝的水色。

## 历史
亚伯拉罕湖是由前卡尔加里电力公司（Calgary Power Company), 现TransAlta电力公司建造的。
亚伯拉罕湖始建于1972年。1972年2月，艾伯塔省政府在大角大坝建设的最后阶段，徵集因建造大壩而形成的人工湖的名字。征集名称的范围限定在“历史事件，杰出人物，地理名称和湖泊价值”，征集对象为全省各地的学生。人工湖最后被命名为西拉亚伯拉罕（Silas Abraham），這是十九世纪在萨斯喀彻温省流域的原住民村落的名字。
虽然亞伯拉罕湖是人造湖，但仍擁有中有其他落基山脉天然冰川湖泊的蓝色，這是因其岩層中有與其他冰川湖相同的構成所致。
克莱因河直升机场位于该湖西岸。

## 自然现象
亚伯拉罕湖冬季的照片在网络世界中很受欢迎。这是因为该湖拥有独特的“冻结气泡”的现象。湖床上的腐烂植物会释放出甲烷气体，当湖水开始结冰时，气泡就会被困在地表下方形成独特的景观。因此，亚伯拉罕湖成为了摄影师的热门目的地。

## 图集

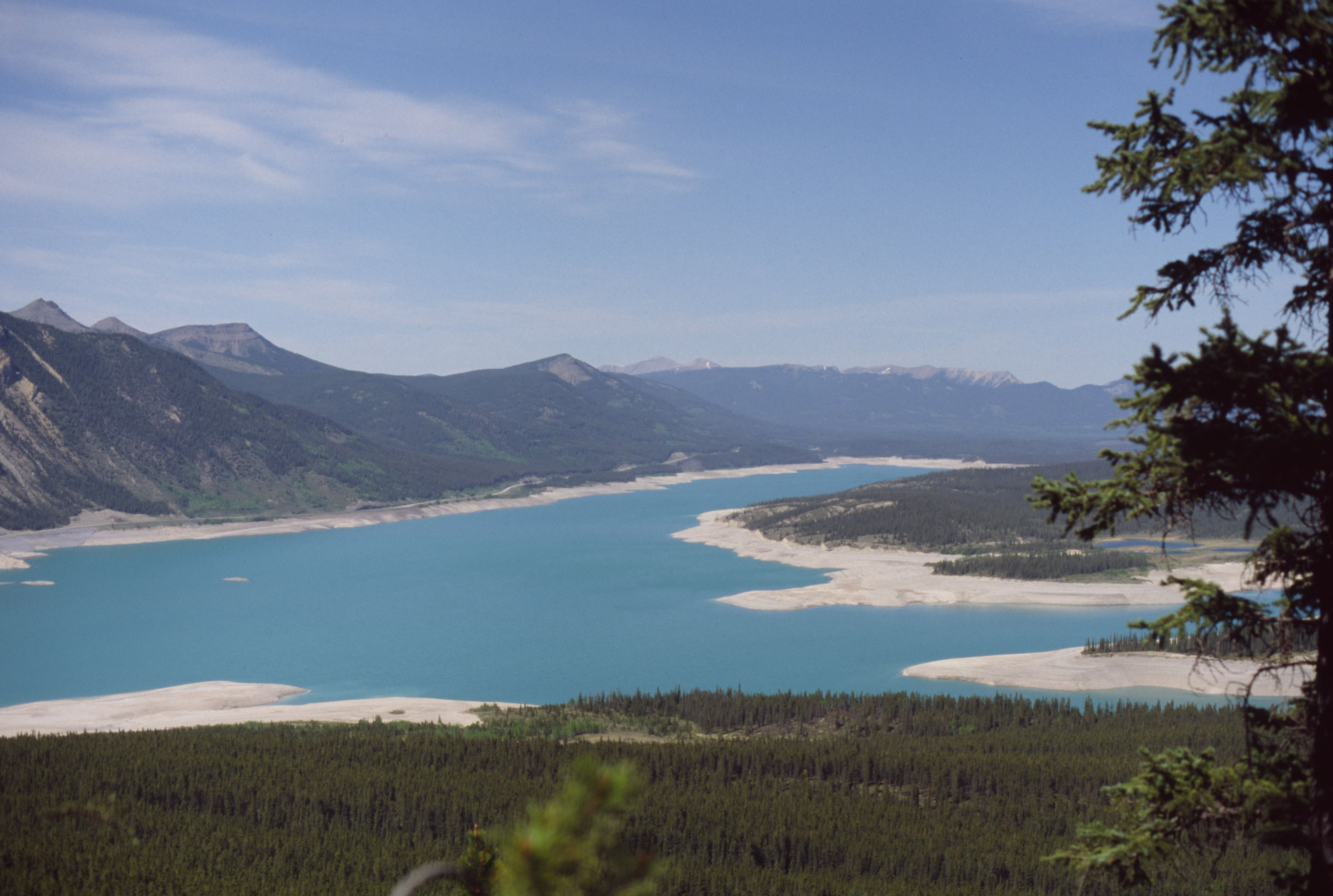
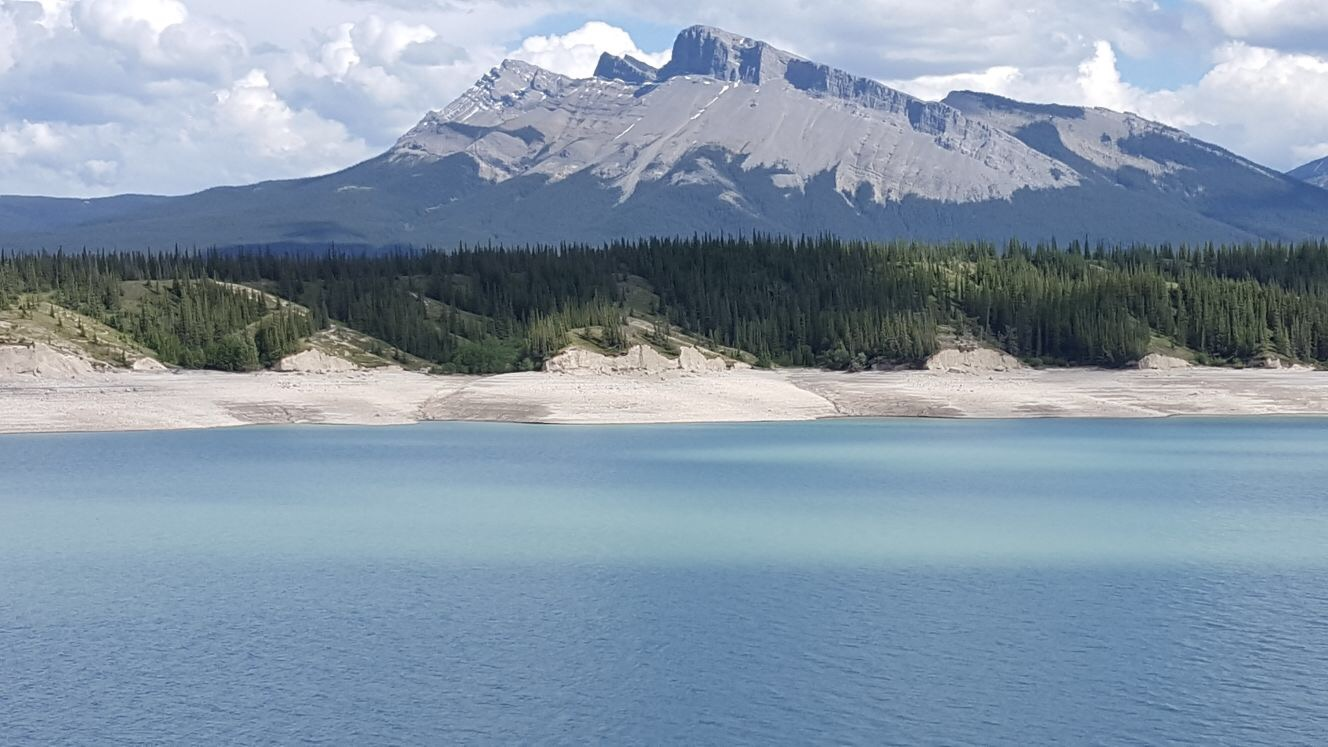
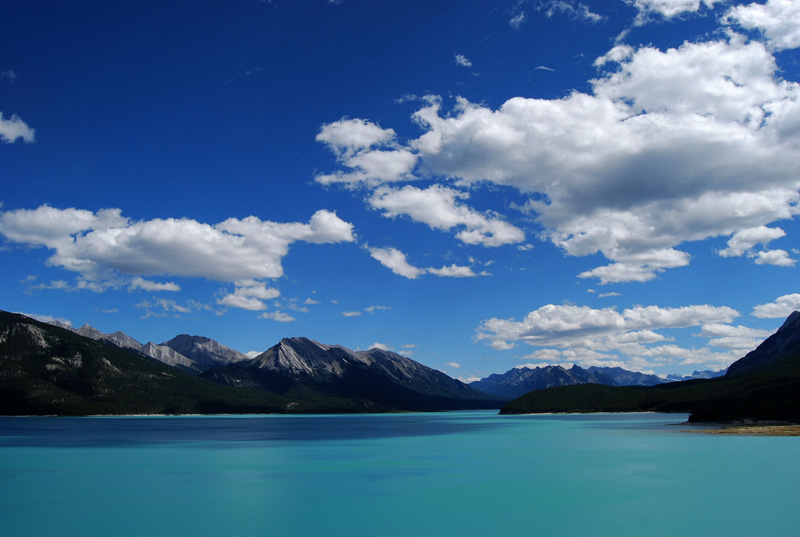
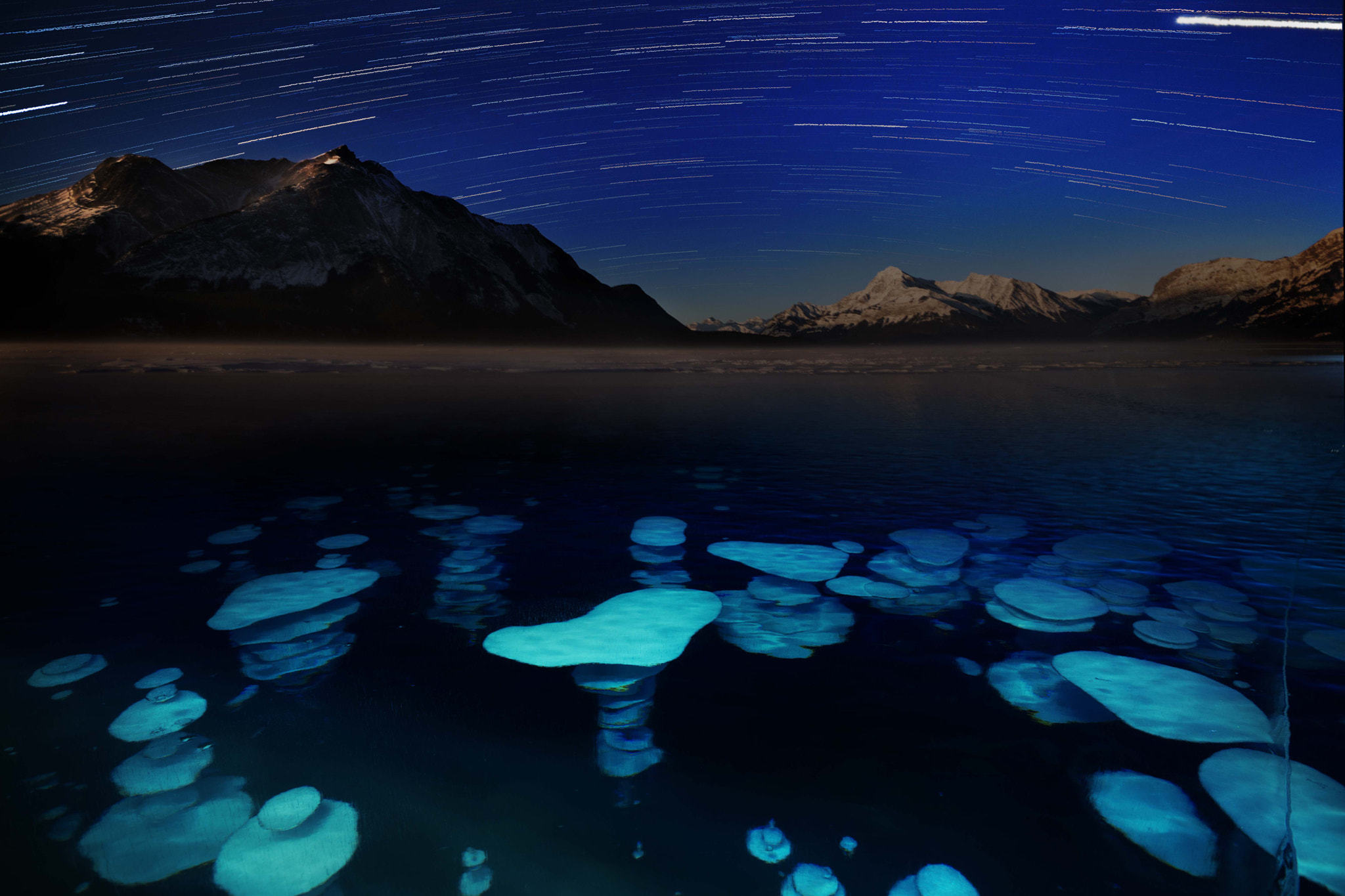

## 参见

亚伯拉罕湖